# Grow Up!? – Erwachsen werd’ ich später
Grow Up!? – Erwachsen werd’ ich später ist ein US-amerikanisches Filmdrama aus dem Jahr 2014 mit Keira Knightley in der Hauptrolle.

## Handlung
Zehn Jahre nach der Highschool ist Megan Samuels immer noch mit ihrem Freund Anthony zusammen und sehr eng befreundet mit ihren Highschoolfreundinnen Allison, Savannah und Danielle.
Sie arbeitet als Aushilfe in dem Steuerbüro ihres Vaters und ist immer noch unschlüssig, was sie in ihrem Leben anfangen will. Auf der Hochzeit ihrer Freundin will ihr langjähriger Freund Anthony ihr einen Heiratsantrag machen. Megan kann ihn jedoch davon abhalten.
Durch Zufall wird Megan von der jungen Annika Hunter angesprochen, um für sie und ihre Freunde Alkohol zu kaufen. Megan verbringt noch einige Stunden mit Annika und ihren Freunden und vergisst dabei die Hochzeit ihrer Freundin. Sie kommt spät abends zurück zu ihrem Freund nach Hause und die beiden schmieden Pläne für eine spontane Hochzeit.
Megan lässt sich von ihrem Freund überreden, an einem Persönlichkeitsseminar teilzunehmen. Auf dem Weg dorthin wird Megan überraschend von Annika angerufen und gebeten, bei einem Elterngespräch in der Schule Annikas Mutter zu mimen, und Megan willigt ein. Annikas Lehrerin macht sich Sorgen, dass sie sich nicht ausreichend um ihre Zukunft kümmert, und möchte gern zusammen mit Annika und ihrer Mutter einen Plan dazu erarbeiten. Megan kann Annikas Lehrerin davon überzeugen, dass sie sich als ihre Mutter darum kümmern würde.
Statt wie angekündigt zum Persönlichkeitsseminar zu fahren, beschließt Megan, die Woche mit Annika zu verbringen. Sie gehen zusammen auf eine Party und kommen sehr spät wieder zurück und Annika schmuggelt Megan in ihr Zimmer. Annikas Vater Craig merkt jedoch, dass jemand weiteres da ist, und stellt Megan zur Rede. Er erlaubt ihr jedoch, bei ihnen zu übernachten. Sie verbringt auch die nächsten Tage bei Annika und ihrem Vater und sie fährt sogar mit Annika zu deren Mutter. Annikas Mutter beichtet Megan, dass sie mit der Mutterrolle für Annika überfordert war und deswegen Annika und ihren Vater verlassen hat.
Durch Zufall treffen Megan und Annika auf Megans Freundin Allison. Nach einiger Überredung verspricht sie, Megan gegenüber Anthony nicht zu verraten. Eines Abends gehen Craig und Megan etwas trinken und küssen sich anschließend. Am nächsten Morgen sieht Annika, wie sich Craig und Megan küssen. Annika ist deswegen verwirrt und spricht mit Megan darüber. Als Annika später durch Zufall in Megans Tasche den Verlobungsring von Anthony findet, denkt sie, dass Megan mit Annikas Vater nur gespielt hat.
Auf dem Rückweg vom Einkaufszentrum baut Patrick mit Megan, Annika und deren Freunden im Auto einen Unfall. Noch bevor die Polizei kommt, beichtet Patrick, dass er betrunken ist. Megan gibt daher bei der Polizei an, selbst gefahren zu sein. Da sie am Vorabend viel Alkohol getrunken und morgens von Craig ein stark alkoholhaltiges Katergegenmittel bekommen hat, ist bei ihr immer noch Alkohol nachweisbar. Sie wird wegen Trunkenheit am Steuer verhaftet. Craig kommt ins Gefängnis, um sie dort rauszuholen. Sie beichtet ihm, dass sie verlobt ist und in wenigen Tagen heiraten wird. Daraufhin verlässt Craig das Gefängnis. Megan wird schnell wieder entlassen, weil die Alkoholmenge sehr gering war.
Megan kehrt zu Anthony zurück. Kurz vor der geplanten Abreise zur Hochzeit nach Las Vegas wird Megan klar, dass sie und Anthony in der Vergangenheit stehengeblieben sind, und sie beendet die Beziehung zu Anthony. Megan fährt zu Craig und bittet ihn um eine zweite Chance.

## Produktion
Der Film wurde im Juni 2013 in Seattle gedreht.

## Synchronisation
Die Synchronisation übernahm die Christa Kistner Synchronproduktion GmbH in Potsdam. Elke Weber-Moore schrieb das Dialogbuch und übernahm die Dialogregie.
| Rolle                  | Schauspieler           | Deutscher Sprecher     |
| ---------------------- | ---------------------- | ---------------------- |
| Megan Samuels          | Keira Knightley        | Giuliana Jakobeit      |
| Annika Hunter          | Chloë Grace Moretz     | Luisa Wietzorek        |
| Craig Hunter           | Sam Rockwell           | Dietmar Wunder         |
| Allison                | Ellie Kemper           | Marie Bierstedt        |
| Anthony                | Mark Webber            | Marius Clarén          |
| Anthony (als Teenager) | Phillip Abraham        | Ricardo Richter        |
| Bethany                | Gretchen Mol           | Antje von der Ahe      |
| Danielle               | Kirsten deLohr Helland | Nicole Hannak          |
| Ed Samuels             | Jeff Garlin            | Lutz Schnell           |
| Flugbegleiterin        | Roget Bhama            | Greta Galisch de Palma |
| Junior                 | Daniel Zovatto         | Filipe Pirl            |
| Linda                  | Jodi Thelen            | Katrin Zimmermann      |
| Matt                   | Eric Riedmann          | Simon Derksen          |
| Misty                  | Kaitlyn Dever          | Friedel Morgenstern    |
| Polizist               | Tony Doupe             | Tobias Lelle           |
| Savannah               | Sara Coates            | Melanie Hinze          |
| Girl #4                | N. N.                  | Angelina Geisler       |

## Veröffentlichung
Der Film hatte seine Premiere auf dem Sundance Film Festival im Januar 2014 und lief anschließend auf einer Reihe von Filmfestivals. Ab dem 24. Oktober 2014 lief der Film in US-amerikanischen Kinos. In Deutschland lief der Film nicht im Kino, sondern wurde direkt auf DVD veröffentlicht.